# 제1회 인디다큐페스티발
제1회 인디다큐페스티발은 2001년 10월 26일에 열린 시상식이다.

## 수상 및 후보

### 해외 신작전
- 주마등 - 김이진
- 침묵이 깨어지는 시간 - 이진필
- 철로위의 사람들 - 이지영
- 주민등록증을 찢어라 - 이마리오
- 뻑큐멘터리-박통진리교 - 최진성
- 작별 - 황윤
- 옥천전투 - 황철민
- 동강 NT 운동, 1년의 기록 - 신강진
- 다비드의 별 - 사유진
- 녹색발자국 - 공미연
- 나의 아버지 - 김희철
- 나는 행복하다2-친구 - 류미례
- 1991년 1학년 - 김환태
- 10년의 셀프 초상 - 유지숙

### 올해의 초점
- 명성 그 6일의 기록 - 김동원
- 쿠데타 - Ginnette Lavigne
- 끝나지 않은 교향곡 - 베스토 크램 외1명
- 외교관 - 톰 주브릭키
- 한 아나키스트의 고백 - 장 루이 코몰리
- 크레이지 - 헤디 허니그만
- 애국자 게임 - 이경순 & 최하동하
- 팬지와 담쟁이 - 계운경
- 냅둬 - 홍의연정

### 특별 회고전
- 세상에서 가장 아름다운 노래 - Herz Frank
- 10분간의 성숙 - Herz Frank
- 세일즈맨 - 앨버트 메이슬리스
- 티티컷 풍자극 - Fredrick Wiseman
- 어떤 여름의 기록 - 장 루쉬 외1명
- 설피 축제 - 미첼 브롤트